# Будівельна ізоляція
Будівельна ізоляція у широкому сенсі, стосується предмету у будівлі, що використовується як ізоляція для будь-якої мети. Більшість видів ізоляцій у спорудах призначено для утеплення, проте цей термін, стосується також акустичної ізоляції, протипожежної ізоляції, гідроізоляції та ізоляції від впливу (наприклад, від коливань, викликаних застосуванням промислового обладнання). Досить часто, ізоляційний матеріал, обирається з точки зору його здатності виконувати деякі з цих завдань, одночасно.

## Історія

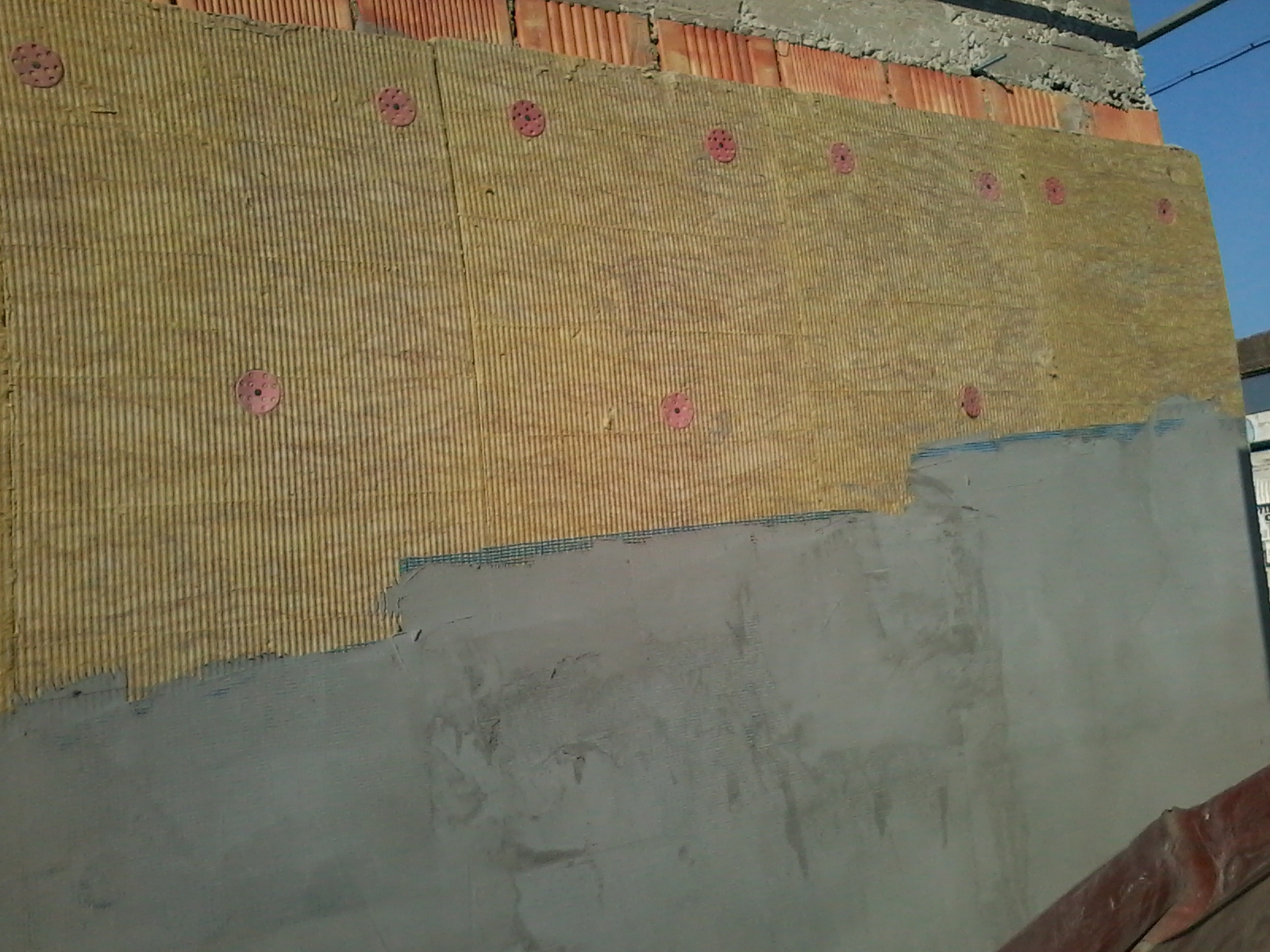
Будівельна ізоляція

Перша нафтова криза 1973 року призвела до появи нового виду будівництва, яке передбачає повсюдне використання теплоізоляції, особливо у країнах з холодним кліматом. Виходячи з положень Кіотського протоколу 1997 року, спрямованих на скорочення викидів парникових газів, та впровадження правил для підвищення енергетичної ефективності будівель, проєкти почали враховувати: теплові характеристики та повітронепроникність споруд, системи опалення та гарячого водопостачання, системи кондиціонування повітря, вентиляції, а також застосування правильного розташування будівлі, задля використання пасивних сонячних систем і захисту від сонця, природне освітлення тощо.

## Планування
Скільки ізоляції повинен мати будинок, залежить від конструкції будівлі, клімату, енергетичних витрат, бюджету та особистих уподобань. Місцеві кліматичні умови зумовлюють різні вимоги. Будівельні норми і правила вказують лише потрібний мінімум. Стратегію ізоляції будівлі, повинно бути засновано на ретельному розгляді способу передавання теплової енергії, інтенсивності та напрямку, у якому вона рухається. Це може змінюватися протягом усього дня і від сезону до сезону. Важливо вибрати відповідний дизайн, правильне поєднання матеріалів і способів будівництва, відповідно до певного становища. Для того, щоби визначити, чи слід додати ізоляцію, у першу чергу треба з'ясувати, скільки ізоляції вже є у вашому будинку, та де. Кваліфікований домашній енергоаудит, передбачає перевірку ізоляції як рутинну частину аудиту енерговитрат для усього будинку.

## Теплоізоляція

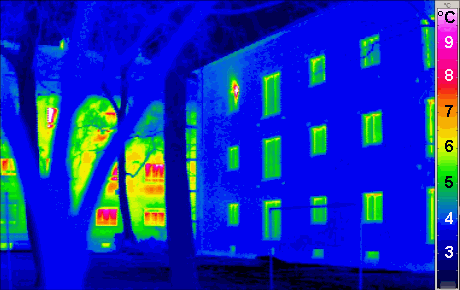
Теплоізоляція пасивного будинку (праворуч).

Теплоізоляція будівель є важливим чинником задля досягнення теплового затишку, для своїх мешканців. Ізоляція зменшує небажані втрати тепла і може зменшити енергетичні потреби систем опалення та охолодження. Це не обов'язково вирішує питання ощадної вентиляції та може не вплинути на рівень звукоізоляції. Зазвичай, для уповільнення втрати тепла, використовуються такі ізоляційні матеріали: целюлоза, скловата, мінеральна вата, полістирол, пінополіуретан, вермикуліт, перліт, деревні волокна, рослинні волокна (коноплі, льон, бавовна, корок та інше), а також, солома, овеча вовна, очерет тощо. Багато матеріалів з цього списку, мають низьку теплопровідність і конвекцію завдяки захопленню великої кількості повітря, та утворенню невеликих повітряних бульбашок, як це відбувається у вовні тварин або пір'ї птахів.

## Охолодження
За спекотних умов, головним джерелом теплової енергії є сонячна радіація. Тепло може входити до будівель, безпосередньо крізь вікна, або воно може нагріти будинок до більш високої температури, ніж температура довкілля, та збільшує передавання тепла крізь захисні конструкції. Сонячний нагрів може бути зменшено шляхом затінення від сонця, використанням даху світлого кольору, спектрально-селективних (тепловідбивних) фарб і покриттів, а також застосуванням різних видів ізоляції. Спеціальне скління з покриттям, може знизити сонячне опромінення до 10 відсотків. Якщо кондиціонер використовується у гарячому, вологому кліматі, то особливо важливо, мати хорошу герметизацію оболонки будівлі. Осушення вологого повітря може потребувати значної кількості енергії. З іншого боку, деякі будівельні конструкції, засновано на ефективній крос-вентиляції (використання зовнішньої прохолоди), замість холодильного кондиціонування повітря.

## Будівництво

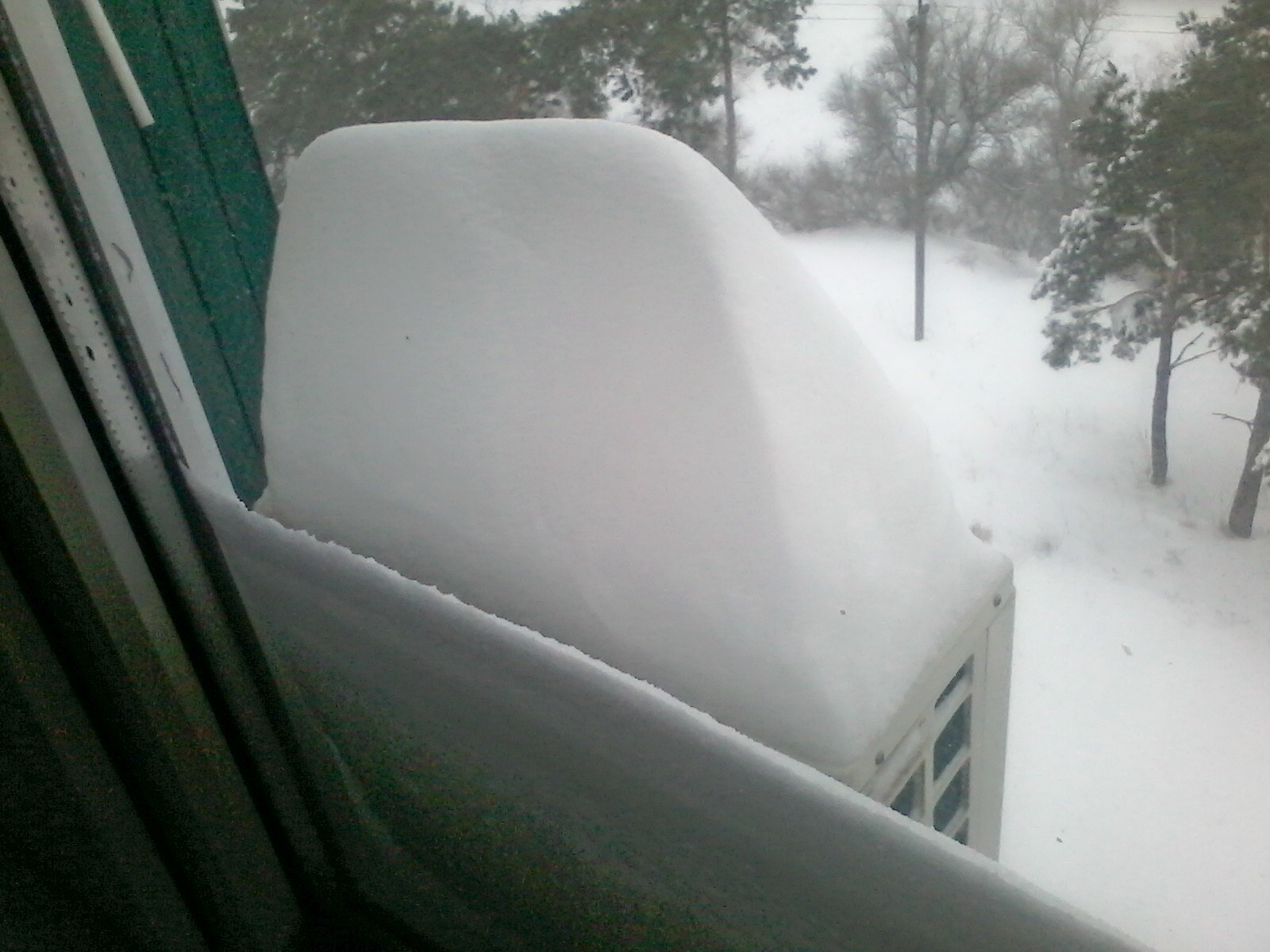
Однокамерний склопакет. Українська зима, Миколаїв, 2016, - 17 °С.

Теплова оболонка визначає умовний або життєвий простір у будинку. Скорочення потоку повітря зсередини назовні, може значно зменшити конвективне перенесення тепла. Чим менше природний потік повітря у будівлю, тим більше механічної вентиляції буде потрібно задля підтримки затишку для людини. Висока вологість, пов'язана з відсутністю повітряного потоку, може стати серйозною халепою, та призвести до утворення конденсату, гниття будівельних матеріалів, а також до сприяння зростанню мікробів, таких як цвіль і бактерії. Волога може, також, різко знизити корисність ізоляції, шляхом утворення теплового мосту. Повітрообмінні, активні або пасивні системи, може бути залучено для вирішення цих проблем.
Проблема для ізоляції — це рух повітря, який тим швидше, чим більше повітряний зазор і різниця температур. У маленькій щілині, повітря рухається повільніше. Цей рух також, використовується задля поліпшення повітря у приміщенні у поєднанні з вентиляцією. Спочатку, повітря піднімається вгору до теплої поверхні і падає на холодну поверхню. Водночас, тепло передається повітрю з теплої поверхні. Тепло проходить крізь повітря до холодної поверхні, де воно переміщається з повітря на поверхню. Обертання триває доти, поки поверхні не будуть мати однакову температуру. Якщо поверхні мають вологу, вона буде конденсуватися на холодній поверхні за температури і вологості, що визначаються точкою роси. Вакуум — краща ізоляція, ніж повітря, тому що він взагалі не містить ніяких провідних газів.

### Тепловий міст
Теплові мости це місця в оболонці будівлі, які дозволяють відбуватися перенесенню тепла. Оскільки тепло тече шляхом найменшого опору, теплові мости можуть сприяти зниженню продуктивності енергії. Тепловий міст з'являється, коли матеріали створюють суцільний шлях крізь різницю температур, у якому тепловий потік не переривається теплоізоляцією. Загально відомі будівельні матеріали, які є поганими ізоляторами, це скло та метал.

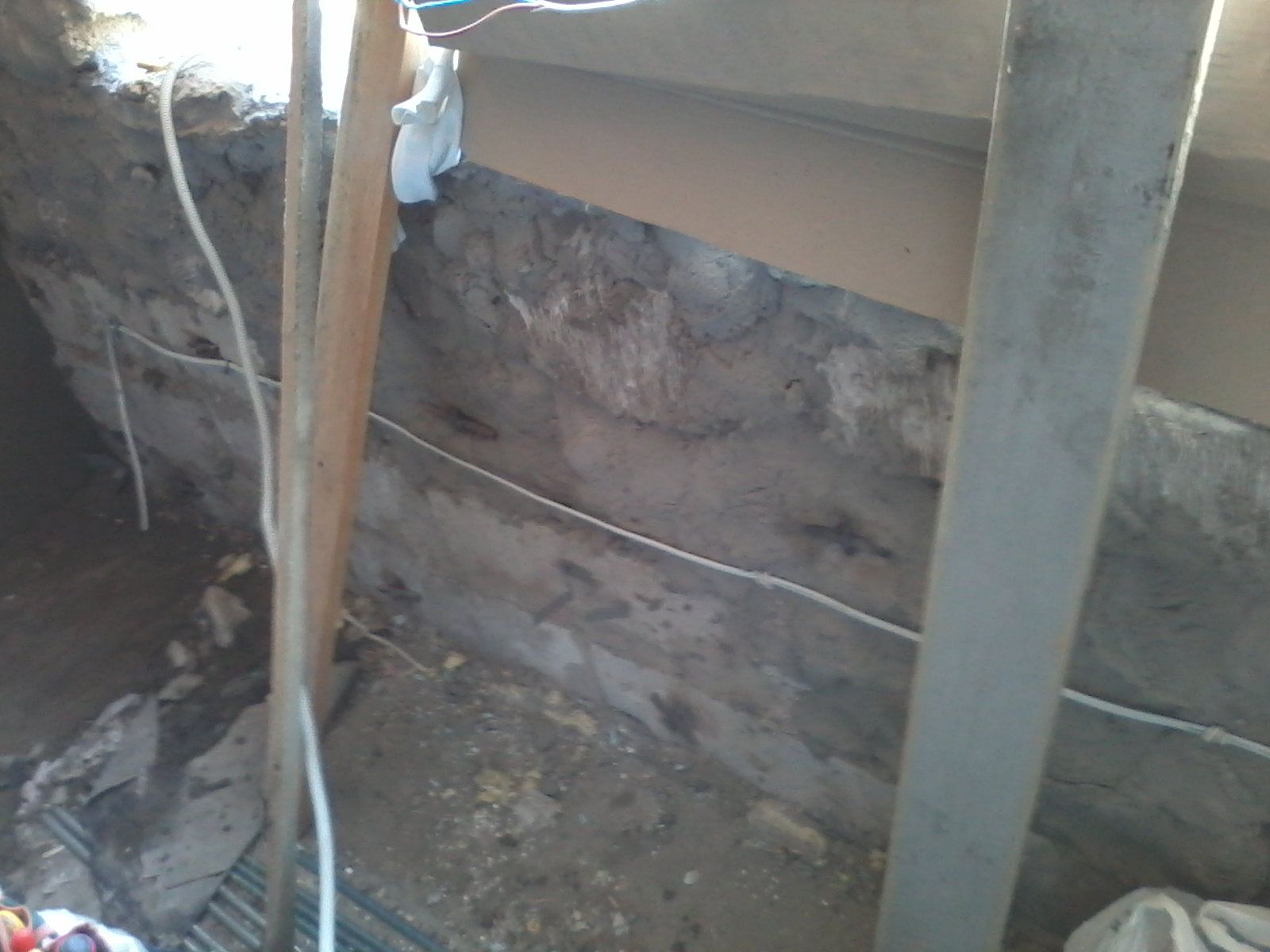
Приклад теплових містків — наскрізні сталеві прути у зовнішній стіні

Конструкція споруди, може мати обмежені можливості для ізоляції у деяких областях будови. Відомими місцями, які найчастіше відчувають нестачу у достатній ізоляції, є кути будівель, а також області, де ізоляцію було вилучено або переміщено, щоби звільнити місце для системної інфраструктури, такої як: електричні коробки (розетки та вимикачі світла), сантехніка, сигналізація, протипожежне обладнання тощо. Теплові містки також, може бути створено через неузгоджене будівництво, наприклад, шляхом закриття частини зовнішніх стін, перш ніж їх було повністю ізольовано.
Існування недоступних пустот усередині порожнин стіни, які позбавлені ізоляції, також може бути джерелом теплових містків. Деякі види ізоляції передають тепло легше у вологому стані, отже, можуть також утворювати тепловий міст. Теплопровідність може бути зведено до мінімуму за допомогою будь-якої з наступних умов: зменшення площі поперечного перерізу містків, збільшення довжини мосту. Один із способів зниження теплових втрат крізь місток, є установка ізоляційної плити (наприклад, пінополістирол EPS XPS, деревоволокниста плита, тощо). Ізоляція XPS і EPS, класифікується як горючі матеріали, але правильно встановлені ізолятори, безпечні і не сприяють пожежі.
Алюмінієва стрічка, використовується для ізоляції, за високих температур або задля герметизації повітропроводів.

## Матеріали
Існують два основних типи ізоляції будівель — основна ізоляція і відбивна ізоляція. У більшості будівель, використовують поєднання обох видів для того, щоби скласти загальну систему теплоізоляції споруди. Вид використовуваної ізоляції підбирається так, щоби створити максимальний опір кожній з трьох видів теплопередачі будівлі — теплопровідності, конвекції та випромінювання.

#### Хороший ізоляційний матеріал відповідає таким якостям
- його комерційний вигляд (жорстка або напівжорстка панель);
- походження матеріалу, сіра енергія, умови виробництва, забруднювальні речовини, стійкість;
- теплопровідність, лямбда (λ);
- витривалість до води, капілярність, гігроскопічність;
- стійкість до водяної пари, дифузія коефіцієнт водяної пари;
- повітропроникність;
- стійкість до шкідників, паразитів і гризунів;
- витривалість (зміни з плином часу);
- викид забруднювальних речовин у разі можливої пожежі;
- механічна міцність;Звукова ізоляція

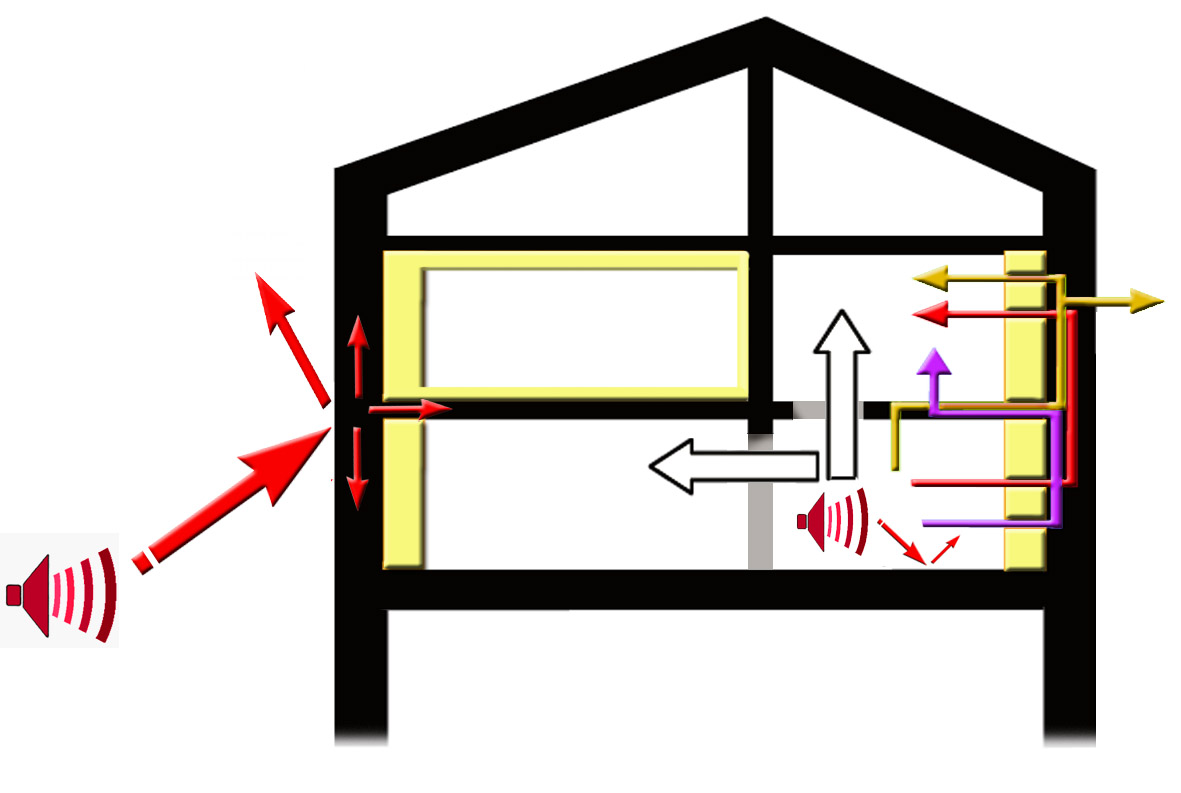
Звукова ізоляція

- простота використання (встановлення).

### Провідні і конвективні ізолятори
Об'ємні ізолятори зменшують провідну теплопередачу і конвективний потік, або до будівлі або з неї. Чим щільніше матеріал, тим краще він буде проводити тепло. Оскільки повітря має дуже низьку густину, то воно є дуже поганим провідником тепла, отже, створює хорошу ізоляцію.
Переваги улаштування теплоізоляції з зовнішнього боку
- усунення усіх теплових містків, перекриття зсуву стін, шпарин та інше;
- до 80 відсотків заощадження енергії для більшості енергетичних будівель (значно обмежуються втрати тепла крізь фасад);
- відсутність конденсації на стінах;
- немає шкідливих газів від полістиролу та клею у повітрі будинку, зручне закріплення меблів кухні і ванної кімнати, а також карнизів;
- житлова площа не зменшується;
- утеплення може бути зроблено без переривання зайнятості, або пересування меблів.

Вади теплоізоляції з зовнішнього боку
- часто, це дорожче через вартість установлення будівельних риштувань;
- деякі складнощі мислення у проєктуванні для утеплення горища, гаража або підвалу;
- змінення зовнішнього вигляду будівлі, яке, у разі ремонту частини стародавнього будинку, може викликати непорозуміння.

Ізолювання підлог
Теплоізоляція підлог має важливе значення для забезпечення затишку (тримання ніг у теплі) і для заощадження енергії, у разі використання підлоги з підігрівом.
Ізоляція підлог, має боротися з двома причинами втрати тепла:
- втрати в неопалюваному нижньому поверсі (підвал, льох, тощо);
- втрати крізь теплові мости.

Той факт, що гаряче повітря має властивість накопичуватися біля стелі, товщина ізоляції підлоги у будинках для місцевостей з помірним кліматом, потрібна менше (близько 6 см для підлоги, порівняно з 10 до 20 см на горищі). Ізолювати підлогу можна так:
- ізолювати її низ, шляхом закріплення ізоляційних панелей на нижній рівень перекриття, або за допомогою ізоляційної плити;
- улаштувати ізолювальну стяжку (бетонну, або з целюлозної вати).

Ізолювання дахів і терас

У помірному кліматі, основним джерелом втрат тепла будинків, є дах (до 30 % і більше). Танення снігу на дахах тут, показує появу вад ізоляції деяких будинків, що призводить до втрати енергії та збільшення витрат, а також впливу на довкілля. За відсутності снігу, ці втрати тепла робить видимими термографія.

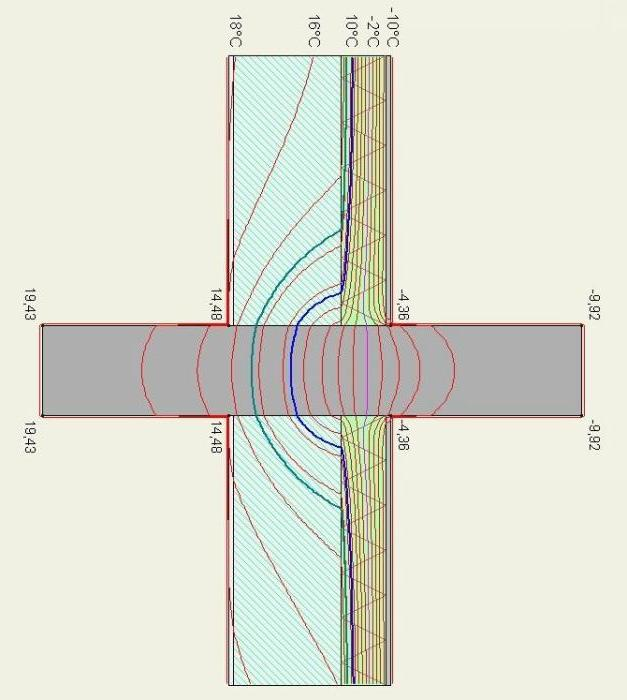
Тепловий міст — приклад втрат тепла.

Оскільки тепле повітря піднімається завдяки конвекції, температура стелі вище, і через це, має сенс поставити більш товстий ізолювальний шар на горищі та стінах. Ізолювальний шар повинен бути захищений від потрапляння ласиць або гризунів.
Деякі можливі рішення для ізолювання верхньої частини, залежно від бажаної термостійкості та доступності простору:
- мало місця і погана ізоляція — світловідбивальна плівка, яка встановлюється під кроквами (на практиці дорого і малоефективно);
- мало місця і середня ізоляція — ізолювання між кроквами (тонка робота, оскільки відстань між кроквами рідко є постійною);
- є простір і хороша ізоляція — подвоєння товщини ізоляційних панелей, прикріплених до внутрішнього боку коробчастої конструкції, або вільне заповнення ізоляцією (наприклад, целюлозною або кам'яною ватою) після установки вентиляції, перегородки між кроквами. Структура, також підтримується: гіпсокартоном, ДСП, фризом сосни та інше.

Ізоляція улаштовується після установки димарів і мансардних вікон, проходу вентиляційних каналів, телевізійних кабелів, електричних трубопроводів тощо.
Бар'єри від теплових променів
Такі бар'єри працюють у поєднанні з повітряним простором для зменшення проходження променевого тепла крізь повітряний простір. Ця ізоляція відбиває тепло, а не поглинає його, щоби дозволити йому пройти. Radiant бар'єри, часто використовуються для зниження спадного потоку тепла, оскільки конвекція потоків тепла вгору, є переважною. Це означає, що для горищ, стель і дахів, вони є найефективнішими в умовах жаркого клімату. Вони також, відіграють певну роль, у зниженні втрат тепла за холодного клімату. Проте, значно більшого можна досягти, завдяки додаванню об'ємних ізоляторів (дивись вище).
Деякі променисті бар'єри є спектрально-селективними (вибірковими) і, переважно, зменшують потік інфрачервоного випромінювання порівняно з іншими довжинами хвиль. Наприклад, вікна з (Low-E) покриттям, будуть пропускати світло короткохвильової інфрачервоної енергії до будівлі, але відбиватимуть назад довгохвильове інфрачервоне випромінювання. Так само, спеціальні тепловідбивні фарби, здатні відбивати більше тепла, ніж видимого світла, або навпаки.
Плівка бруду чи вологи, може знизити коефіцієнт випромінення, отже, й продуктивність променистого бар'єру.

## Гідроізоляція
Докладніше: Гідроізоляція
Гідроізоляція це:
- Захист конструкцій будинків та споруд від проникнення та шкідливого впливу води, хімічно агресивних рідин, стічних вод тощо. Гідроізоляція дає змогу забезпечити нормальну експлуатацію будинків і споруд, підвищити їхню довговічність.
- Гідроізоляційні матеріали, тобто водонепроникні матеріали, які застосовуються для гідроізоляції.

Розрізняють гідроізоляцію протифільтраційну та протикорозійну.
Протифільтраційною гідроізоляцією запобігають проникненню води у підземні та підводні споруди (підвали, шахти, транспортні тунелі тощо), просочуванню через підпірні гідротехнічні споруди (наприклад, греблі), а також витіканню її з басейнів, резервуарів, відстійників тощо.
Протикорозійною гідроізоляцією будови захищають від дії мінералізованих ґрунтових вод, морської води, стічних вод промислових підприємств, атмосферної вологи (наприклад, надземні металеві конструкції), а також від корозії, зумовленої блукаючими струмами (підземні металеві конструкції, підпори ЛЕП тощо).